# Родгау
Родгау (нім. Rodgau) — місто в Німеччині, знаходиться в землі Гессен. Підпорядковується адміністративному округу Дармштадт. Входить до складу району Оффенбах.
Площа — 65,04 км2. Населення становить 46 005 ос. (станом на 31 грудня 2020).